# Cardioglossa aureoli
Cardioglossa aureoli är en groddjursart som beskrevs av Schiøtz 1964. Cardioglossa aureoli ingår i släktet Cardioglossa och familjen Arthroleptidae. IUCN kategoriserar arten globalt som starkt hotad. Inga underarter finns listade.